# 객원교수
객원교수(客員敎授)는 대학이나 연구소 등의 학술기관에서 외부에서 초청하여 일정 기간 동안 교원으로 활동하는 사람이다.

## 같이 보기
- 객원연구원